# Jan Rozenplut ze Švarcenbachu
Jan Rozenplut ze Švarcenbachu (asi 1550 v Července – 4. června 1602 ve Šternberku) byl katolický kněz, důležitý činovník v církevní správě na Moravě a autor náboženských písní, sestavitel kancionálu.

## Život
Pocházel z rodu, který přišel do českých zemí z Norimberku v 15. století. Studoval v Olomouci a v roce 1580 získal obročí v Uničově. Poté působil jako farář v Litomyšli a posléze jako děkan v Lanškrouně. Již v roce 1583 se opět nalézal na Moravě a začal spolupracovat s biskupem Stanislavem Pavlovským na rekatolizaci. Za tímto účelem získal pozici kanovníka v Brně, spolufaráře u sv. Jakuba a následně znojemského arciděkana. Od roku 1588 byl proboštem v augustiniánském klášteře ve Šternberku a pod jeho pravomoc spadal i klášter v Olomouci.
V době svého působení v klášteře vypracoval svoje klíčové dílo, tedy Kancionál, to jest sebrání zpěvův pobožných, kterých k duchovnímu potěšení každý veřejný křesťan na vejroční svátky i jiných svatých památky i časy užívati může. Dílo vyšlo s podporou kardinála Františka z Ditrichštejna v Olomouci roku 1601 u Jiříka Handle. Kancionál má více autorů a není zcela patrno, které písně složil sám Rozenplut. Důležitost tohoto díla spočívá v položení základů nově se rodící barokní křesťanské lyriky a to i v teoretické formě Rozenplutovy předmluvy.